# Ziba Mir-Hosseini
Ziba Mir-Hosseini (* 3. April 1952) ist eine iranischstämmige Anthropologin. Ihre Forschungen behandeln das islamische Recht und die Stellung der Geschlechter im Islam.
Ziba Mir-Hosseini studierte bis 1976 Soziologie an der Universität Teheran und promovierte im Jahre 1980 in Cambridge. Sie ist als Forscherin am Centre for Middle Eastern and Islamic Law der Universität London tätig. Ebenfalls ist sie häufig als Expertin zu iranspezifischen Themen in den Medien vertreten.

## Ansichten über die Stellung der Frau im islamischen Recht
Ziba Mir-Hosseini unternimmt in The Construction of Gender in Islamic Legal Thought and Strategise for Reform den Versuch einer Dreigliederung der islamischen Rechtsgeschichte in die von ihr so benannten traditionellen, neo-traditionellen und reformerischen Diskursen in Hinblick auf die in den jeweiligen Diskursen vertretenen Ansichten zur Stellung der Frau im islamischen Recht. 
Als ersten Diskurs bezeichnet sie das klassische islamische Recht in seiner Anwendung bis in das späte 19. Jahrhundert hinein. Dieses Recht orientierte sich an der patriarchalisch geprägten Umgebung seiner Zeit und entfernte sich laut Mir-Hosseini einhergehend mit größerer zeitlicher Distanz zum Zeitpunkt der Offenbarung, stets weiter von den auf rechtliche Gleichstellung von Mann und Frau zielenden Geboten des Koran sowie der Praxis des Propheten. Die Autorin zieht vor allem die von klassischen islamischen Gelehrten häufig gebrauchte Metapher des Ehevertrages als eines Kaufes heran, um den patriarchalischen und nicht den Prinzipien der Offenbarung entsprechenden Charakter des klassischen islamischen  Eherechts darzulegen. Sie betont insbesondere, dass diese Metapher angesichts der im klassischen islamischen Recht aufzufindenden Veräußerung der weiblichen Reproduktionsfunktion im Rahmen des Ehevertrages in der Tat eine angemessene Beschreibung darstellt. Zwei weitere zentrale Feststellungen finden sich in der Annahme grundsätzlicher Unterschiedlichkeit der Geschlechter, welche dem klassischen islamischen Recht zugrunde lag, sowie der Unmöglichkeit, einen auch die Sichtweise von Frauen berücksichtigenden Zugang zur göttlichen Offenbarung zu finden, da das Amt des Rechtsgelehrten männlich besetzt war.
Als zweiten Diskurs bezeichnet Mir-Hosseini die durch die Begegnung mit den Kolonialmächten ausgelösten Diskurse des 19. und frühen 20. Jahrhunderts. Die Autorin verwendet an dieser Stelle den Terminus Neo-Traditionalismus, um den bewahrenden  Charakter dieser Debatte herauszustellen, der weiterhin auf einer grundsätzlichen Unterschiedlichkeit der Geschlechter beharrte, jedoch diese in Reaktion auf westliche Ideen auf verschiedene Arten zu rechtfertigen oder mit diesen, wo möglich, in Einklang zu bringen oder zu synthetisieren versucht. So werden nun verstärkt auf biologischer oder psychologischer Basis Schlussfolgerungen für eine ideale Lebensführung gezogen. Die Autorin sieht ab der zweiten Hälfte des 20. Jahrhunderts eine Rezeption der Thesen der neo-traditionalistischen Denkweise durch islamistische Bewegungen.
Für die Autorin erfüllt nur der in der 2. Hälfte des 20. Jahrhunderts beginnende reformerische Diskurs den wahren Gehalt des auf göttlicher Offenbarung (wahy) gründenden islamischen Rechts (sharia). Die Autorin konstatiert eine Fehlanwendung des sharia-Begriffs, indem dieser als Bezeichnung für die Rechtsauslegung verwendet wurde, welche aber eigentlich nur als fiqh bezeichnet werden kann, da sie selbst menschengemacht und somit nicht göttlichen Ursprungs ist. Die konkrete Auslegung (religiöses Wissen nach Abdelkarim Soroush) der göttlichen Wahrheit ist stets zeitgebunden kulturell beeinflusst und stellt einen sich wandelnden Annäherungsprozess dar. Der zentrale Punkt des reformerischen Diskurses liegt in seiner Betonung der Geschlechtergleichheit. Um dieser eine konkrete rechtliche Durchsetzung zu ermöglichen, empfiehlt die Autorin eine Festschreibung verbesserter Scheidungsmöglichkeiten der Frau im Eherecht und allgemein größerer Einflussmöglichkeiten der Frau in der Ehe. Außerdem empfiehlt sie verbesserte Möglichkeiten der Frau im Arbeits- und Ausbildungsrecht. Wichtig in Hinblick auf die Durchsetzung ist hierbei die Berufung auf  Koranstellen sowie die Partizipation weiblicher Gelehrter an der Auslegung der Quellen.

## Werke
- Übersicht zu veröffentlichten Artikeln

## Weblink
- Webpräsenz

| Personendaten    | Personendaten           |
| ---------------- | ----------------------- |
| NAME             | Mir-Hosseini, Ziba      |
| KURZBESCHREIBUNG | iranische Anthropologin |
| GEBURTSDATUM     | 3. April 1952           |